# Herford (distrito)
Herford é um distrito (Kreis ou Landkreis) da Alemanha localizado na região administrativa (Regierungsbezirk) de Detmold, no estado da Renânia do Norte-Vestfália.

## Cidades e municípios
(População em 30 de junho de 2006)
| Cidades | Municípios                                                                 |
| --- | -------------------------------------------------------------------------- |
| 1. Bünde (45 114) 2. Enger (19 989) 3. Herford (64 965) 4. Löhne (41 541) 5. Spenge (15 490) 6. Vlotho (20 035) | 1. Hiddenhausen (20 659) 2. Kirchlengern (16 533) 3. Rödinghausen (10 181) |